# Міста Східного Тимору
Міста Східного Тимору.

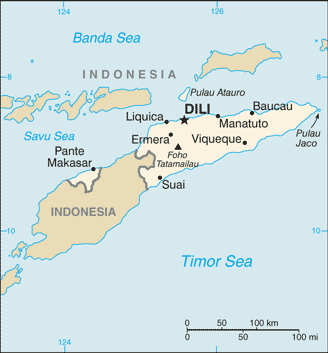
Мапа Східного Тимору

У Східному Тиморі налічується 15 міст із населенням більше 3 тисяч мешканців. 1 місто має населення понад 100 тисяч, 4 міст мають населення 10-25 тисяч, решта - менше 10 тисяч
Нижче перелічено 5 найбільших міст із населенням понад 10 тисяч мешканців
| Назва   | Населення (2010) |
| ------- | ---------------- |
| Ділі    | 192 652          |
| Баукау  | 20 852           |
| Мальяна | 16 688           |
| Лоспаос | 12 946           |
| Саме    | 11 504           |

## Інші міста
- Айлеу
- Балібо
- Вікеке
- Глену
- Ликіса
- Манатуту
- Панте-Макасар